# Heinz-Dieter Kobel
Heinz-Dieter Kobel (auch Dieter Kobel oder Dixie Kobel; * 7. September 1955) ist ein ehemaliger deutscher Fußballspieler.

## Karriere
Kobel war Ende der 1970er Jahre als Mittelfeldspieler für Borussia Neunkirchen tätig. Er gehörte zur Mannschaft, die aus der Amateurliga Saarland 1978 in die 2. Bundesliga (Gruppe Süd) aufgestiegen war. Nach nur einer Spielzeit in der 2. Bundesliga stieg Borussia Neunkirchen als Tabellenletzter aber wieder ab. Kobel bestritt in dieser Zeit 37 Profieinsätze und erzielte dabei neun Treffer.
In Erinnerung blieb er durch sein Phantomtor im Spiel Neunkirchens gegen die Stuttgarter Kickers am 21. Oktober 1978. In der 63. Minute dieser Begegnung ging beim Stand von 3:3 ein Schuss von ihm am Tor vorbei. Da der Ball aber derart von hinten am Netz hochsprang, dass der Eindruck eines gültigen Treffers entstand, entschieden Schiedsrichter und Linienrichter auf Tor zum vermeintlichen Endstand von 4:3. Angesichts eindeutiger Fernsehbilder wurde diese Entscheidung nachträglich revidiert. Das Spiel wurde neu angesetzt und von den Stuttgarter Kickers mit 1:0 gewonnen. Damit hatte zum ersten Mal in der Bundesliga die „Tatsachenentscheidung“ eines Schiedsrichters keinen Bestand.
1978/79 und 1979/80 war Kobel mit Borussia Neunkirchen auch im DFB-Pokal im Einsatz, schied aber in der ersten bzw. zweiten Runde aus und blieb jeweils ohne Treffer. Kobel gehörte dann dem Team an, das als Meister der Oberliga Südwest den unmittelbaren Wiederaufstieg in die 2. Bundesliga schaffte, wechselte jedoch zur SV Elversberg, der zur Saison 1980/81 in die Oberliga Südwest aufgestiegen war. Mit der SV Elversberg spielte er 1981/82 erneut im DFB-Pokal, schied aber in der zweiten Runde gegen Borussia Dortmund aus. Kobel erzielte in beiden Pokalspielen jeweils einen Treffer.
1991/92 war Kobel zeitweise als Spielertrainer beim Tus Dunzweiler tätig, später war er Spieler beim FC Palatia Limbach. Im Sommer 1999 verließ er den Klub, um sich als Spielertrainer beim TuS Hochspeyer zu engagieren. Später kehrte er zum FC Palatia Limbach zurück, wo er einerseits in der AH-Mannschaft aktiv war und andererseits als Jugendtrainer arbeitete. Im Sommer 2006 übernahm Kobel nach 22 Jahren Trainererfahrung das Traineramt beim Bezirksliga-Aufsteiger SV Bexbach. Im November wurde er jedoch seines Amtes wieder entbunden.
Kobel ist für die Traditionsmannschaft des 1. FC Kaiserslautern aktiv.